# Bartolomé de la Santísima Trinidad
Bartolomé de la Santísima Trinidad, más conocido como Fray Bartolo, fue un hermano lego carmelita con fama de santidad.
Nació en Buera (Huesca) en 1647. Entró en la orden de los carmelitas en Zaragoza y formó parte de la primera comunidad de carmelitas del Desierto de las Palmas. Allí llevó una vida de ermitaño en una de las grutas del monte Montsoliu, hoy en día conocido como monte de San Miguel o incluso como monte Bartolo.
Fray Bartolo murió el 24 de febrero de 1728 en Boltaña (Huesca), adonde había sido trasladado poco antes por sus superiores.